# Loris Karius
Loris Sven Karius, född 22 juni 1993 i Biberach an der Riss, är en tysk professionell fotbollsmålvakt som spelar för Schalke 04.

## Klubbkarriär

### Stuttgart
Karius spelade för de lokala lagen FV Biberach, SG Mettenberg och SSV Ulm 1846 innan han anslöt sig till VfB Stuttgart 2005. I september 2008 representerade han Tysklands U-16 landslag i en match mot Makedonien.

### Manchester City
Den engelska klubben Manchester City bjöd Karius och hans familj till England efter hans insats i ungdomsmatchen mot Makedonien. Karius skrev ett kontrakt med klubben i början av juli 2009 men kunde inte etablera sig i seniortruppen.

### Mainz 05
I augusti 2011 lånade Manchester City ut Karius till den tyska klubben Mainz 05, där han spelade för reservlaget Mainz 05 II i Regionalliga. Den 11 januari 2012 skrev klubben ett permanent kontrakt på 2 år med Karius. Debuten kom den 1 december 2012 mot Hannover 96 då han byttes in mot Shawn Parker efter att förstemålvakten Christian Wetklo blivit utvisad. Karius etablerades som förstemålvakt och skrev ett nytt 3- års kontrakt med klubben. Säsongen 2015-2016 blev han framröstad som delad tredje bästa målvakt i Bundesliga.

### Liverpool
Den 25 maj 2016 meddelade målvakten att han lämnar den tyska klubben för Liverpool, transfersumman skrevs till cirka 50 miljoner SEK. Kontraktet sträcker sig över 5 år och Karius debuterade för den engelska klubben i en vänskapsmatch den 8 juli 2016 mot Tranmere Rovers.

### Beşiktaş
Den 25 augusti 2018 meddelade Liverpool att man lånar ut honom i två år till den turkiska klubben Beşiktaş.

### Union Berlin
Den 28 september 2020 lånades Karius ut till tyska Union Berlin på ett låneavtal över säsongen 2020/2021.

### Newcastle United
Den 12 september 2022 värvades Karius på fri transfer av Newcastle United, där han skrev på ett kontrakt till januari 2023. I januari 2023 förlängdes kontraktet över resten av säsongen 2022/2023. I juli 2023 förlängdes hans kontrakt med ett år.

### Schalke 04
Den 14 januari 2025 skrev Karius på ett halvårskontrakt med 2. Bundesliga-klubben Schalke 04.

## Meriter

### I klubblag
Liverpool
- FA-cupen: 2022
- Engelska Ligacupen: 2022